# Bahnhof Fuki
Der Bahnhof Fuki (jap. 富貴駅, Fuki-eki) ist ein Bahnhof auf der japanischen Insel Honshū. Er wird von der Bahngesellschaft Meitetsu (Nagoya Tetsudō) betrieben und befindet sich in der Präfektur Aichi auf dem Gebiet der Stadt Taketoyo, südlich von Nagoya.

## Verbindungen
Fuki ist ein Trennungsbahnhof an der Meitetsu Kōwa-Linie von Ōtagawa nach Kōwa. Von dieser zweigt hier die Neue Meitetsu Chita-Linie nach Utsumi ab. Beide Strecken erschließen die Chita-Halbinsel und werden von der Bahngesellschaft Meitetsu betrieben. Auf der Kōwa-Linie wird Fuki von Express-Eilzügen bedient, die im Halbstundentakt von Shin-Unuma über Meitetsu Nagoya, Ōtagawa und Chita Handa nach Kōwa verkehren; südlich von Sumiyoshichō halten sie an allen Zwischenbahnhöfen. Ebenfalls halbstündlich verkehren Limited Express von Meitetsu Nagoya über Ōtagawa und Chita Handa nach Kōwa (während der Hauptverkehrszeit ab Saya), die weniger Zwischenhalte einlegen. Auf der Neuen Chita-Linie verkehren Lokalzüge im Halbstundentakt von Fuki nach Utsumi. Früher gab es umsteigefreie Verbindungen von Ōtagawa nach Utsumi, diese wurden jedoch beim Fahrplanwechsel im März 2023 gestrichen. Auf dem östlichen Bahnhofsvorplatz gibt es eine Bushaltestelle, die von einer städtischen Buslinie bedient wird.

## Anlage
Der Bahnhof steht im Osten des Stadtteils Gaiman, wenige hundert Meter entfernt befindet sich an der Küste das Wärmekraftwerk Taketoyo. Die Anlage ist von Norden nach Süden ausgerichtet und umfasst drei Gleise, die an einem Mittelbahnsteig und an einem Seitenbahnsteig liegen. Sie sind beide zum Teil überdacht und an ihrem südlichen Ende durch einen Bahnübergang für Fußgänger sowohl miteinander als auch mit dem Empfangsgebäude an der Südostseite verbunden. Zudem wird der Bahnhofperimeter an beiden Enden durch zwei weitere niveaugleiche Bahnübergänge für den Straßenverkehr begrenzt.
Im Fiskaljahr 2019 nutzten durchschnittlich 1256 Fahrgäste täglich den Bahnhof.

## Bilder

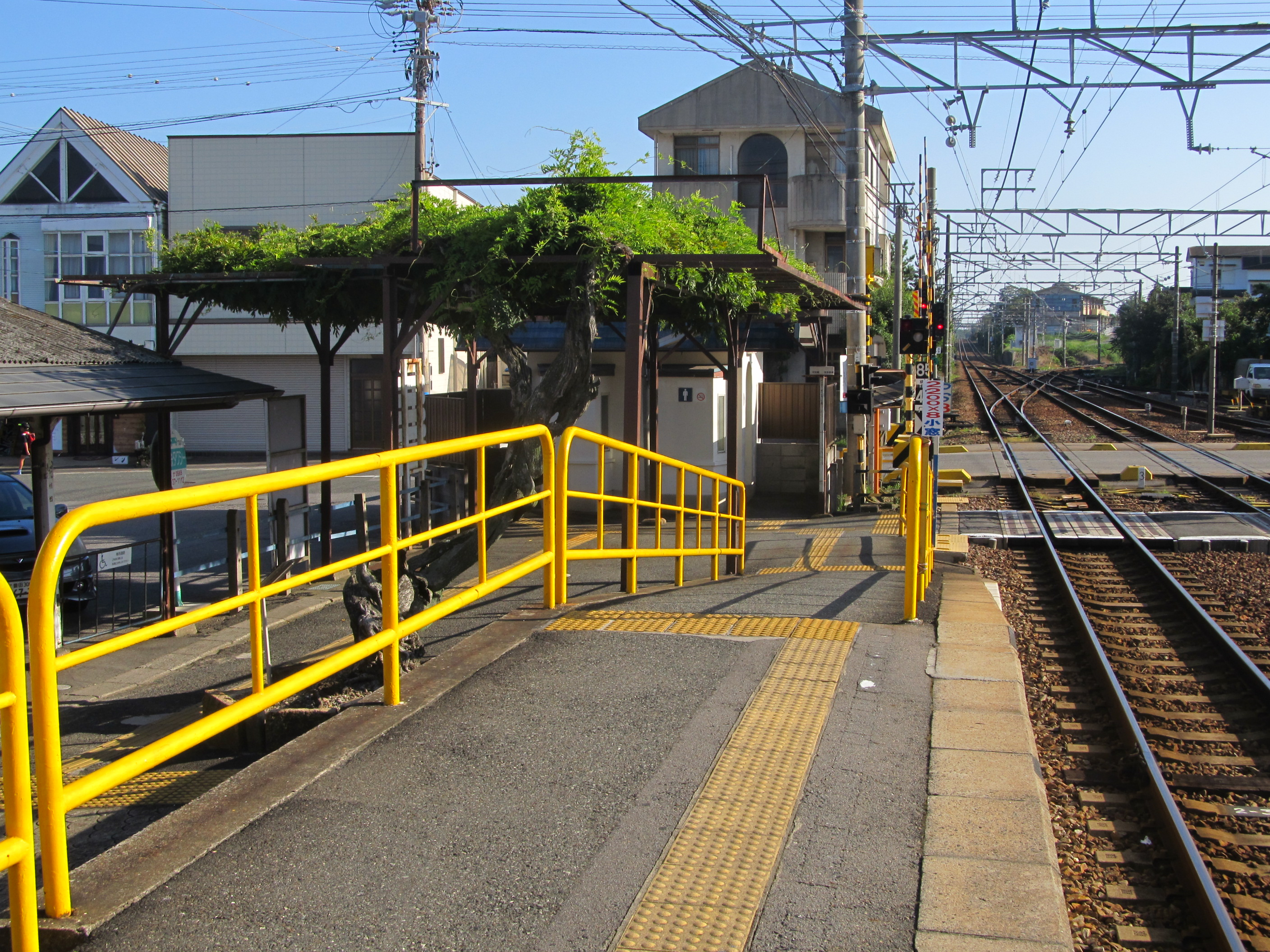
Bahnübergänge am südlichen Ende
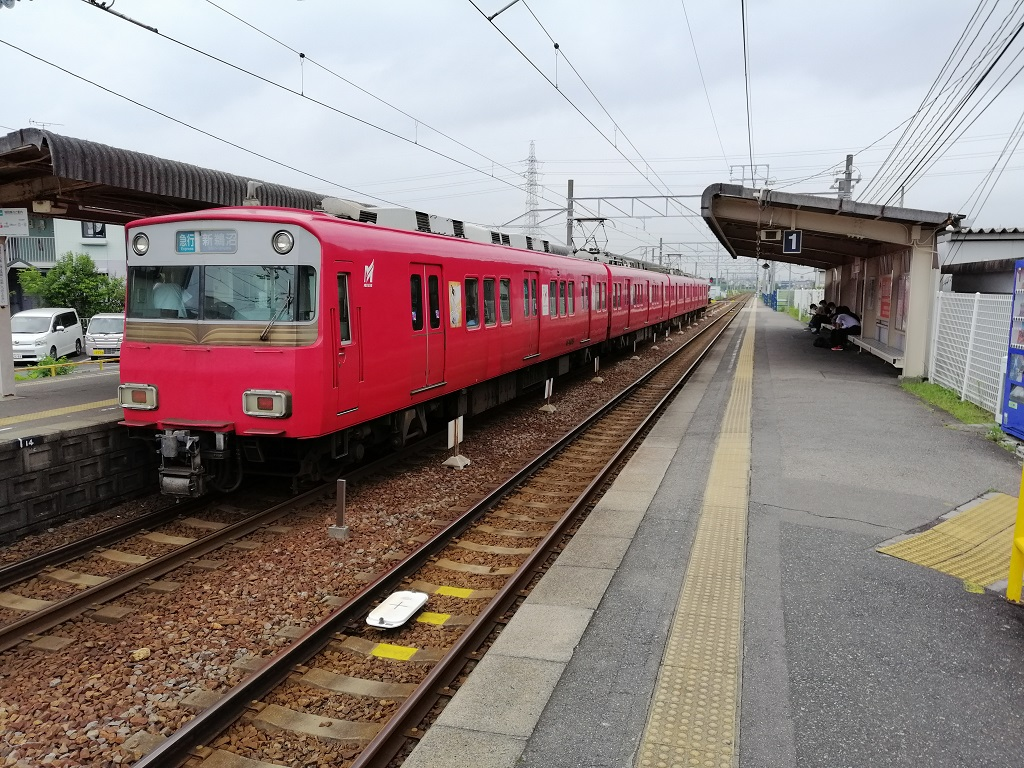
Triebzug der Baureihe 6500
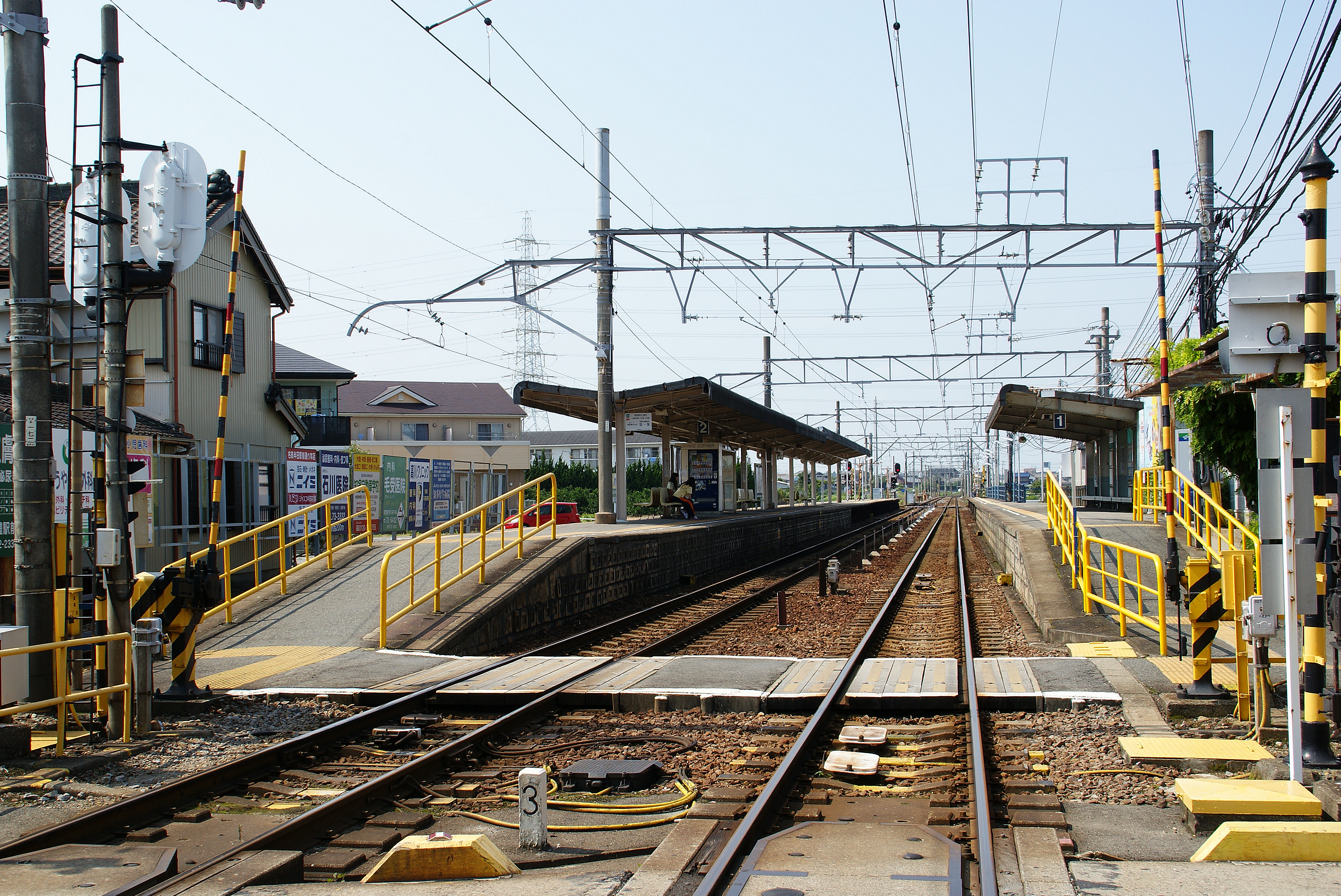
Ansicht der Bahnsteige
Gleisplan
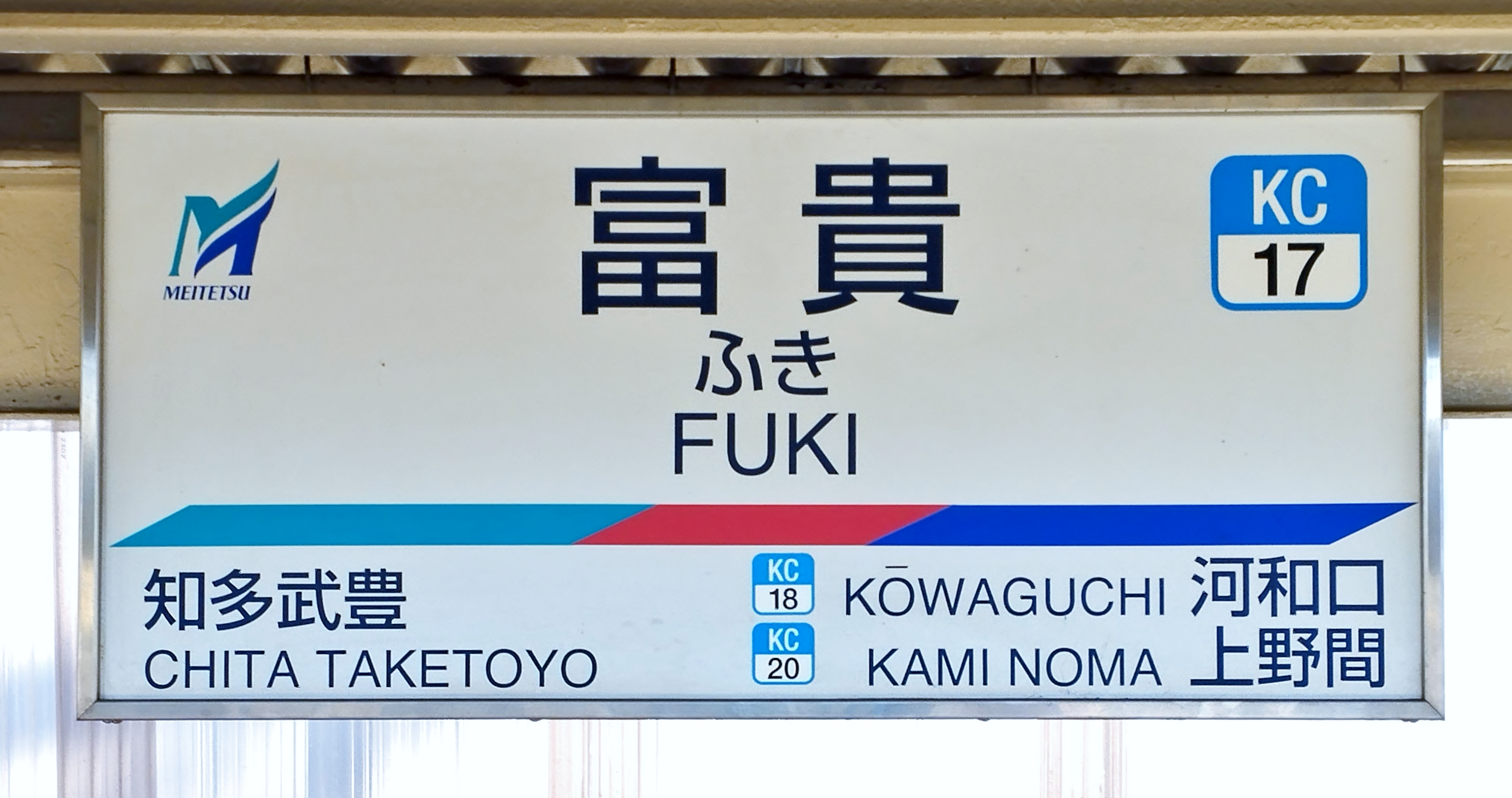
Bahnhofsschild

## Gleise
| 1 | ▉ Meitetsu Kōwa-Linie       | Kōwa                                                |
| 2 | ▉ Meitetsu Kōwa-Linie       | Chita Handa • Ōtagawa • Jingū-mae • Meitetsu Nagoya |
| 3 | ▉ Neue Meitetsu Chita-Linie | Utsumi                                              |

## Linien
| Verlauf der Meitetsu Kōwa-Linie |
| --- |
| Ōtagawa • Takayokosuka • Kagiya-Nakanoike • Minami-Kagiya • Yawata-shinden • Tatsumigaoka • Shirasawa • Sakabe • Agui • Uedai • Handaguchi • Sumiyoshichō • Chita Handa • Narawa • Aoyama • Age • Chita-Taketoyo • Fuki • Kōwaguchi • Kōwa |

| Verlauf der Neue Meitetsu Chita-Linie                           |
| --------------------------------------------------------------- |
| Fuki • Kami Noma • Mihama-ryokuen • Chita Okuda • Noma • Utsumi |

## Geschichte
Am 1. Juli 1932 eröffnete die Bahngesellschaft Chita Tetsudō den Bahnhof zusammen mit dem Abschnitt Narawa–Kōwaguchi der damals so benannten Chita-Linie. Im Auftrag der Chita Tetsudō führte die Aichi Denki Tetsudō (Aiden) den Bahnverkehr durch, ab 1935 deren Nachfolgerin Meitetsu, bis die Chita Tetsudō schließlich 1943 in dieser aufging. 1966 stellte die Meitetsu den Güterumschlag ein. Jahrzehntelang war Fuki ein gewöhnlicher Zwischenbahnhof. Dies änderte sich am 30. Juni 1974 mit der Eröffnung des ersten Abschnitts der hier abzweigenden Neuen Chita-Linie bis Kami Noma am 30. Juni 1974. Von diesem Tag an hielten in Fuki auch Eilzüge. Seit dem 30. September 2023 ist der Bahnhof nicht mehr mit Personal besetzt.